# مارکتا لازاروا
مارکتا لازاروا (چکی: Marketa Lazarová) یک فیلم تاریخی به کارگردانی فرانتیشک ولاچیل است که در سال ۱۹۶۷ منتشر شد و از بازیگران آن می‌توان به مگدالنا واساروا، ولادیمیر منشیک، زدنیک اشتیپانک و مارتین روژک اشاره کرد.
این فیلم اقتباسی از رمان مارکتا لازاروا (۱۹۳۱) نوشتهٔ ولادیسلاف وانچورا است. فیلم در زمانی نامشخص در طول قرون‌وسطی رخ می‌دهد و داستان دختر یک فرمانروای فئودال را نقل می‌کند که توسط شوالیه‌های راهزن همسایه ربوده می‌شود و معشوقه یکی از آن‌ها می‌گردد. مارکتا لازاروا در یک نظرسنجی در سال ۱۹۹۸ به عنوان بهترین فیلم چک‌زبان تمام دوران‌ها از نگاه منتقدان و ناشران فیلم اهل چک در نظر گرفته شد. تئودور پیشتک طراحی لباس این فیلم را انجام داده‌است.